# ダニエル・ゴンサレス・グイサ
ダニ・グイサ (Dani Güiza) ことダニエル・ゴンサレス・グイサ（Daniel Gonzalez Güiza, 1980年8月17日 - ）は、スペイン、アンダルシア州カディス県ヘレス・デ・ラ・フロンテーラ出身のサッカー選手。UDアルガイダ所属。元スペイン代表である。ポジションはFW。
遅咲きの選手であり、RCDマヨルカで得点王（ピチーチ賞）を獲得した時にはすでに27歳になっていた。2008年にはUEFA EURO 2008で優勝し、大会後にトルコ・スュペルリグのフェネルバフチェSKに移籍した。

## 経歴

### クラブ

#### 初期の経歴
ロマ（ジプシー）にルーツを持っている。1980年8月17日に生まれ、地元カディス県ヘレス・デ・ラ・フロンテーラのストリートサッカーで技術を磨いた。地元のカディスCFでプロとしての経歴を始めた時の監督は憧れの存在のキコであったが、木の陰に隠れるなどしてしばしばランニングをさぼった。1998年にはヘレスCDに移籍し、1999年夏にはRCDマヨルカに、移籍後間もなくセグンダ・ディビシオンB（3部）のドス・エルマナスCFにレンタル移籍するなど、状況をめまぐるしく変化させた。ドス・エルマナスCFでの活躍から2000年夏にRCDマヨルカに呼び戻され、19歳でプリメーラ・ディビシオン（1部）デビューを果たすが、トップチームでは結果を残すことができず、2003年まで在籍して8試合出場1得点に終わった。RCDマヨルカBでは70試合に出場して28得点を挙げている。
2002年夏にはレクレアティーボ・ウェルバにレンタル移籍したが、2002-03シーズン前半戦は4試合の出場で無得点に終わった。2003年1月にはセグンダ･ディビシオンBのFCバルセロナBにレンタル移籍し、15試合に出場して5得点を挙げた。2003年夏にはセグンダ・ディビシオン（2部）のシウダ・デ・ムルシアに完全移籍し、2シーズン続けて得点ランキングのトップ5に食い込んだ。シウダ・デ・ムルシア加入時には「スペイン最大の有望株」と紹介されたが、また「スペイン最高のパーティ好き」とも紹介された。フアン・マヌエル・リージョ監督は「彼の頭の周りにはたくさんの小鳥が飛んでいるようだ」とグイサの性格を表現した。

#### ヘタフェCF
2005年夏、ベルント・シュスター監督が率いるヘタフェCFに移籍した。すぐにレギュラーとなり、2005-06シーズンはリーグ戦32試合に出場して9得点、2006-07シーズンはリーグ戦29試合に出場して11得点と結果を残した。2006-07シーズンにはコパ・デル・レイで6得点を挙げている。アンヘル・トーレス会長は「リーガではロナウド以来、最高のフィニッシャーだ」とグイサをべた褒めした。

#### RCDマヨルカ
2007年夏、移籍金500万ユーロで古巣RCDマヨルカに移籍した。グイサとRCDマヨルカとの間を取り持ったのは妻やヌリア・ベルムデス代理人であり、RCDマヨルカでは飛躍的な成長を遂げることとなった。2008年4月20日、レアル・ムルシア戦ではハットトリックを達成した。最終的にリーグ戦では37試合に出場して27得点を挙げ、得点王（ピチーチ賞）に輝いた。グレゴリオ・マンサーノ監督は「24年間も指導者としてチームを指揮してきたが、私のチームからピチーチ賞を獲得した選手はいなかった。ペナルティキックによる得点がないというのも得点王の価値をいっそう高めるものだ。彼はEURO2008に出場するに値する選手である」と述べた。

#### フェネルバフチェSK
2008年7月8日、トルコ・スュペルリグのフェネルバフチェSKと契約した。移籍金は1400万ユーロ。最初の1ヶ月間にリーグ戦とUEFAチャンピオンズリーグでそれぞれ2得点して期待に応えたが、長い間得点できない期間もあった。2009年3月22日のブルサスポル戦 (2-1) で後半ロスタイムに得点してゴール欠乏症を克服した。2009-10シーズンに先立って行われたUEFAヨーロッパリーグプレーオフのブダペスト・ホンヴェードFC戦ファーストレグ (5-1) ではハットトリックを達成し、スュペルリグ第1節のデニズリスポル戦では試合開始1分に先制点を決めた。2008-09及び2009-10シーズンもテュルキエ・クパスでは決勝に進出し、2008-09シーズンの決勝・ベシクタシュJK戦 (2-4) では得点を決めている。

#### ヘタフェCFへの復帰
2011年8月18日、古巣のヘタフェCFと3年契約を結んだ。

#### マレーシア・ジョホール
2012年11月、マレーシア・リーグのジョホールFCへのレンタル移籍が決まった。

#### セロ・ポルテーニョ
2013年7月29日、リーガ・パラグアージャのセロ・ポルテーニョへの移籍が決定した。

#### カディスCF
2015年8月、カディスCFへ移籍。

#### アトレティコ・サンルケーニョ
2017年7月10日、アトレティコ・サンルケーニョCFに2年契約で移籍した。

### 代表

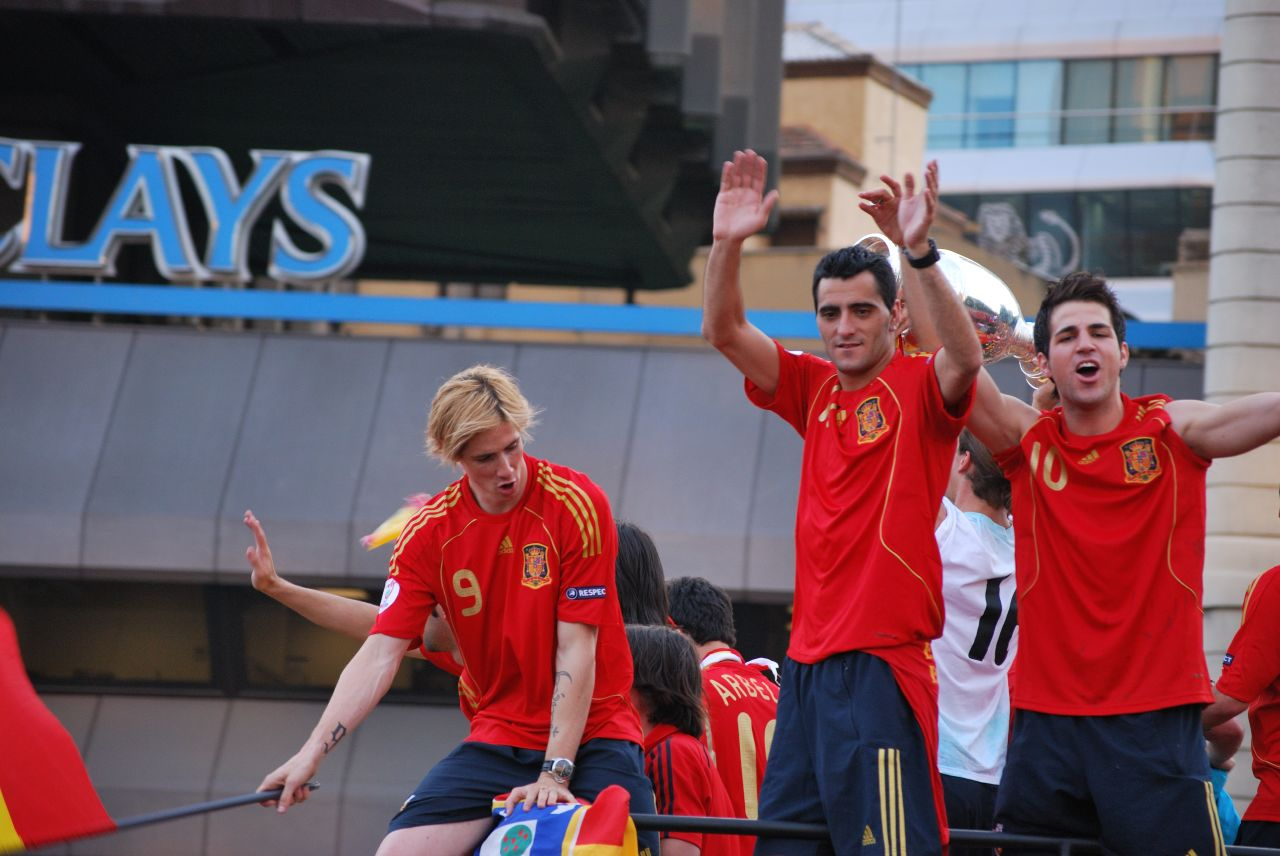
UEFA EURO 2008優勝パレードでサポーターに手を振るグイサ (中央)

#### UEFA EURO 2008
27歳だった2007年11月、UEFA EURO 2008予選のスウェーデン戦と北アイルランド戦のためにスペイン代表に招集され、11月21日の北アイルランド戦 (1-0) でデビューした。スペイン代表はすでにUEFA EURO 2008本大会出場を決めており、新戦力を試している段階だった。UEFA EURO 2008本大会に出場する23人のメンバーにも選ばれたが、「 (本大会に出場するメンバーから) 外れないか本当に不安だったよ。リーグ得点王であることが代表での地位を保証してくれるわけではないからね」と語り、招集の可能性に疑問を持っていた。すでに決勝トーナメント進出を決めていたグループリーグ最終戦のギリシャ戦 (2-1) で大会デビューし、ロスタイムに代表初得点となる決勝点を挙げた。準々決勝のイタリア戦には途中出場し、PK戦では4番手キッカーとしてキックをミスしたが、最終的にスペイン代表はPK戦の末に勝利した。準決勝のロシア戦 (3-0) では、MFセスク・ファブレガスが柔らかく浮かせたボールに反応して相手守備陣の裏に抜け出すと、胸トラップからGKイゴール・アキンフェエフの読みを完全に外すループシュートを決めた。決勝のドイツ戦には先制点を挙げたFWフェルナンド・トーレスとの交代で15分間だけプレーし、MFマルコス・セナへのパスはあわや追加点という決定機となった。

#### 2010 FIFAワールドカップ
2008年10月15日のベルギー戦では途中出場だったが、ダビド・ビジャの得点をアシストしたすぐ後に決勝点を決め、2-1での勝利に貢献した。2009年1月には後述する私生活の問題がメディアをにぎわせ、代表選手としての将来に疑問符が付けられた。信頼できない情報源から発信される、彼を落選させようとするあらゆる噂は議論の対象となったが、ビセンテ・デル・ボスケ監督は彼を2010 FIFAワールドカップ・ヨーロッパ予選のトルコ戦に招集し、4月2日にイスタンブールで行われたその試合では再び終了間際に途中出場してロスタイムにアシストを決め、ベルギー戦での見事なプレーがまぐれでないと証明したため、過熱報道は鎮まっていった。
2009年にはFIFAコンフェデレーションズカップ2009の出場メンバーに選ばれた。3位決定戦の南アフリカ戦では途中出場だったが、0-1の劣勢だった88分と89分に立て続けにゴールを決めて逆転し、最終的には延長戦の末に3-2で勝利した。2010年5月、2010 FIFAワールドカップのスペイン代表候補30人に選出されたが、本大会に出場する23人からは外れた。

## 人物
同郷のFWキコを尊敬しており、得点後にはキコのトレードマークであった弓矢を放つゴールパフォーマンスを見せる。
最初の妻との間にひとりの息子がいるが、この女性とは離婚している。ヘタフェCF移籍後はマドリードの繁華街でナイトライフを楽しむようになり、「ナイトクラブは僕を破滅の道に追い込んでいる」ことを認めた。この結果、胃の感染症にかかり、水分のみを摂取する食事制限を強いられた。ヘタフェCF在籍時にはモデルのヌリア・ベルムデスと知り合っている。彼女は国際サッカー連盟 (FIFA) 認定代理人の資格を好成績で取得し、2006年にグイサの代理人となった。彼女はスペインの女性代理人として最高の成績を得た。彼がモデルと交際していることに対してベルント・シュスター監督は「ヌリアと知り合って以来、ダニの練習意欲は高まり、ぼんやりしていることがなくなった」と語った。2007年12月1日、パルマ・デ・マヨルカのミラマール病院で両者にとっての初子が生まれた。UEFA EURO 2008大会前には、もし大会で優勝したら彼女にプロポーズすると宣言した。
2009年1月、スペインのメディアは彼の家族とベルムデスの間に問題があると報道を開始した。グイサの母親はベルムデスを「泥棒猫」と表現し、彼女を首にすると脅した。同年2月にはグイサの前妻の発言が問題となった。2月11日のイングランド戦のわずか1時間前に、彼は前妻とホテルのバーで会っており、ホテルの部屋で愛を深めていたことも明かされたため、ビセンテ・デル・ボスケ監督はグイサをチームから外すのではないかと噂された。グイサはマルカのインタビューに「その時まで（前妻との）息子と会っておらず、息子に会いにホテルに行ったというのが真実だ。この機会を利用して子どもに会わなければならないと思った。彼女（前妻）はお金を得ようとして嘘の話をでっち上げたんだ。僕は（スポーツディレクターの）フェルナンド・イエロと会って状況を説明した。『息子に会う必要があって、息子と一緒にいたかった』と話したよ。すべてを説明した。息子と一緒にいられるように全力を尽くした。すべての真実が報道されているわけではない」と語った。

## タイトル

### クラブ
RCDマヨルカ
- コパ・デル・レイ : 2002-03

フェネルバフチェSK
- トルコ・スーパーカップ : 2009
- スュペル・リグ : 2010-11

セロ・ポルテーニョ
- リーガ・パラグアージャ : 2013C

### 代表
スペイン代表
- UEFA欧州選手権 : 2008

### 個人
- ピチーチ賞 : 2007-08
- サラ賞 : 2007-08

## 個人成績

### クラブでの出場記録
| クラブ成績 | クラブ成績           | クラブ成績     | リーグ | リーグ | カップ   | カップ   | 国際大会   | 国際大会   | 通算 | 通算 |
| シーズン   | クラブ               | リーグ         | 出場   | 得点   | 出場     | 得点     | 出場       | 得点       | 出場 | 得点 |
| スペイン   | スペイン             | スペイン       | リーグ | リーグ | 国王杯   | 国王杯   | ヨーロッパ | ヨーロッパ | 通算 | 通算 |
| ---------- | -------------------- | -------------- | ------ | ------ | -------- | -------- | ---------- | ---------- | ---- | ---- |
| 1998-99    | ヘレス               | セグンダ       | 16     | 1      | -        | -        | -          | -          | 16   | 1    |
| 1999-00    | ドス・エルマナス     | セグンダB      | 18     | 9      | -        | -        | -          | -          | 18   | 9    |
| 1999-00    | マヨルカB            | セグンダB      | 17     | 10     | -        | -        | -          | -          | 17   | 10   |
| 1999-00    | マヨルカ             | プリメーラ     | 1      | 0      | -        | -        | -          | -          | 1    | 0    |
| 2000-01    | マヨルカ             | プリメーラ     | 5      | 1      | -        | -        | -          | -          | 5    | 1    |
| 2000-01    | マヨルカB            | セグンダB      | 28     | 9      | -        | -        | -          | -          | 28   | 9    |
| 2001-02    | マヨルカB            | セグンダB      | 25     | 9      | -        | -        | -          | -          | 25   | 9    |
| 2002-03    | マヨルカ             | プリメーラ     | 1      | 0      | -        | -        | -          | -          | 1    | 0    |
| 2002-03    | レクレアティーボ     | プリメーラ     | 4      | 0      | -        | -        | -          | -          | 4    | 0    |
| 2002-03    | バルセロナB          | セグンダB      | 15     | 5      | -        | -        | -          | -          | 15   | 5    |
| 2003-04    | シウダ・デ・ムルシア | セグンダ       | 40     | 16     | 2        | 0        | -          | -          | 42   | 16   |
| 2004-05    | シウダ・デ・ムルシア | セグンダ       | 41     | 21     | 2        | 0        | -          | -          | 43   | 21   |
| 2005-06    | ヘタフェ             | プリメーラ     | 32     | 9      | -        | -        | -          | -          | 32   | 9    |
| 2006-07    | ヘタフェ             | プリメーラ     | 29     | 11     | 6        | 6        | -          | -          | 35   | 17   |
| 2007-08    | マヨルカ             | プリメーラ     | 37     | 27     | 5        | 2        | -          | -          | 42   | 29   |
| トルコ     | トルコ               | トルコ         | リーグ | リーグ | トルコ杯 | トルコ杯 | ヨーロッパ | ヨーロッパ | 通算 | 通算 |
| 2008-09    | フェネルバフチェ     | スュペル・リグ | 32     | 11     | 8        | 2        | 7          | 3          | 47   | 16   |
| 2009-10    | フェネルバフチェ     | スュペル・リグ | 27     | 11     | 4        | 4        | 9          | 3          | 40   | 18   |
| 通算       | スペイン             | スペイン       | 309    | 128    | 15       | 8        | -          | -          | 324  | 136  |
| 通算       | トルコ               | トルコ         | 59     | 22     | 12       | 6        | 16         | 6          | 93   | 34   |
| 総通算     | 総通算               | 総通算         | 368    | 150    | 27       | 14       | 16         | 6          | 411  | 170  |

### 代表でのシーズン別出場試合数
| 代表     | シーズン | 出場 | 得点 | アシスト |
| -------- | -------- | ---- | ---- | -------- |
| スペイン | 2007–08  | 8    | 2    | 2        |
| スペイン | 2008–09  | 8    | 3    | 3        |
| 通算     | 通算     | 16   | 5    | 5        |

### 代表での得点
| #  | 日時           | 場所           | 相手             | スコア | 結果 | 大会                                 |
| -- | -------------- | -------------- | ---------------- | ------ | ---- | ------------------------------------ |
| 1. | 2008年6月18日  | ザルツブルク   | ギリシャ         | 1-2    | 1-2  | UEFA EURO 2008                       |
| 2. | 2008年6月26日  | ウィーン       | ロシア           | 0-2    | 0-3  | UEFA EURO 2008                       |
| 3. | 2009年6月9日   | バクー         | アゼルバイジャン | 0-5    | 6-0  | 親善試合                             |
| 4. | 2009年6月28日  | ルステンブルク | 南アフリカ共和国 | 1-1    | 3-2  | FIFAコンフェデレーションズカップ2009 |
| 5. | 2009年6月28日  | ルステンブルク | 南アフリカ共和国 | 2-1    | 3-2  | FIFAコンフェデレーションズカップ2009 |
| 6. | 2009年11月18日 | ウィーン       | オーストリア     | 1-4    | 1-5  | 親善試合                             |